# Jaap Pronk
Jacob Cornelis (Jaap) Pronk (Hilversum, 10 januari 1898 – Langedijk, 7 juni 1977) was een Nederlands glazenier, wandschilder.

## Leven en werk
Pronk was een zoon van meubelmaker Pieter Pronk en Trijntje Koster. Hij bezocht de Ambachtsschool in Alkmaar. Hij studeerde vervolgens aan de School voor Bouwkunde, Versierende Kunsten en Kunstambachten in Haarlem en de Rijksnormaalschool voor Teekenonderwijs in Amsterdam. Als zeventienjarige ging hij aan het werk bij het atelier van Willem Bogtman. In 1924 begon hij een eigen glasatelier met Eduard van Bommel (1889-1958), die ook bij Bogtman had gewerkt. Zij maakten ramen in de stijl van Bogtman, met elementen uit de Amsterdamse School, waarbij ook de invloed van Richard Roland Holst of Jan Toorop zichtbaar is. Ze werkten veelal in opdracht van architecten. Ramen werden gesigneerd met "Jaap Pronk en Van Bommel Haarlem" of voorzien van een monogram met de letters "JPB". In 1929 trouwde Pronk met Hendrika Elisabeth Odink (1900-1955), waarbij Van Bommel als getuige optrad. Hij ontwierp naast ramen ook lampen met gebrandschilderde kappen, spiegels, heraldisch werk, wandschilderingen, uithangborden en grafzerken. Na het overlijden van Van Bommel zette Pronk het atelier onder eigen naam voort. Hij hertrouwde met de schilderes Maria (Rie) Rompelman.
Pronk was lid van Kunst Zij Ons Doel en van ca. 1945 tot 1954 voorzitter van het Bedrijfschap van Glazeniers. Hij overleed in 1977, op 79-jarige leeftijd.

## Werken (selectie)
- ramen (1932) voor Bethesda Sarepta in Haarlem (overgebracht naar de Cruquiushoeve)
- raam (1936) voor de Nieuwe Kerk in Haarlem
- glas in lood voor de bodega Old Dutch in Rotterdam
- ramen (1946) voor restaurant Riche in Zandvoort
- twee gedenkramen voor de Eerste Coöperatieve Lijkbezorging in Haarlem
- gedenkraam (1954) in het gemeentehuis van Rilland-Bath
- ramen (1958-1972) voor het waterschapshuis in Hoorn
- glas-appliqué (1964) voor apotheek Loomeyer in Haarlem